# Östra Porrtjärnen
Östra Porrtjärnen är en sjö i Degerfors kommun i Närke och ingår i Norrströms huvudavrinningsområde.